# Нарунгазі
Нарунгазі (англ. Narungazi — озеро, розташоване на території Руанди, Східна провінція. Східніше знаходиться озеро Рвгінда, західніше — міста Бутаре і Ньянза, північніше — населений пункт Нгенда.